# Acianthera maculiglossa
Acianthera maculiglossa é  uma espécie de orquídea (Orchidaceae) descrita para o Espírito Santo, no Brasil. É planta pequena, de crescimento reptante a subcespitoso, e folhas lanceoladas, com uma ou duas flores de exterior miudamente pubescentes e labelo serrilhado com grandes máculas púrpura escuro. Foi encontrada perto do rio Ribeirão do Meio, em Conceição do Castelo, em 2004 por Nelson Sanson, um orquidófilo da região. Assemelha-se muito à ilustração que Pabst traz em seu Orchidaceae Brasilienses da espécie paranaense Acianthera per-dusenii de Hoehne. São necessárias mais informações para saber se trata-se de um sinônimo ou não.

## Publicação e sinônimos
- Acianthera maculiglossa Chiron & N.Sanson, Richardiana 9: 121 (2009).